# Государственный суд (Германия)
Государственный суд (Staatsgerichtshof) - конституционный суд и суд по делам импичмента Германии в Веймарский период. 

## Полномочия
- разбор споров между Имперским правительством и правительствами земель по вопросам исполнения землями имперских законов;
- разбор споров между землями при их разделении или объединении;
- суд над рейхсканцлером и рейхсминистрами в случае нарушения ими конституции или имперских законов;
- в случае отсутствия соглашения о переходе почт и телеграфов от земель к Германской Империи принимает об этом решение;
- в случае отсутствия соглашения о переходе железных дорог от земель к Германской Империи принимает об этом решение[1];

## Состав и формирование
- Председатель рейхсгерихта, как председатель;
- Один член Прусского оберфервальтунгсгерихта (Имперский административный суд был предусмотрен конституцией 1919 года но закон о нём так и не был принял);
- Один член Верховного суда Баварии;
- Один член Ганзейского оберландесгерихта;
- Один адвокат;
- 5 заседателей (beisitzer) назначавшихся Рейхсратом;
- 5 заседателей назначавшихся Рейхстагом на срок его полномочий[2].

## Приведение постановлений Государственного суда в исполнение
Постановления Государственного суда в исполнение приводились Рейхспрезидентом. Однако в случае нарушения Веймарской конституции Рейхспрезидентом, могли возникнуть проблемы. Например, во время судебных разбирательств после государственного переворота в Пруссии 20 июля 1932 года Рейхспрезидент фактически превысил свои полномочия, но суд не имел реальных рычагов власти в принуждению правительства к исполнению решения суда. 

## Публикация постановлений Государственного суда
Постановления Государственного суда включаются в «Собрание постановлений Рейхсгерихта по гражданским делам» (Entscheidungen des Reichsgerichts in Zivilsachen).

## Резиденция
Заседания Государственного суда проходили в здании Рейхсгерихта в Лейпциге.